# Halte Rotterdam Stadion
Halte Rotterdam Stadion is een spoorweghalte in Rotterdam, speciaal voor supporterstreinen van en naar voetbalstadion De Kuip. De halte, halverwege de reguliere stations Rotterdam Zuid en Rotterdam Lombardijen, bestaat uit een sporencomplex dat een eilandperron omsluit. Het eilandperron is met een loopbrug rechtstreeks verbonden met het stadion.
Rotterdam Stadion is geopend in 1937. Het is niet in de normale dienstregeling opgenomen; er wordt alleen gestopt door speciale treinen bij voetbalwedstrijden en concerten. Bij sommige evenementen maken de reguliere treinen een extra stop. De stop wordt ook weleens gebruikt wanneer er spoorwerkzaamheden zijn.
In november 2022 heeft de Rijksoverheid aangekondigd om de halte Rotterdam Stadion te verbouwen naar station Rotterdam Stadionpark als onderdeel van een grootschalige investering in de bereikbaarheid van Nederland.

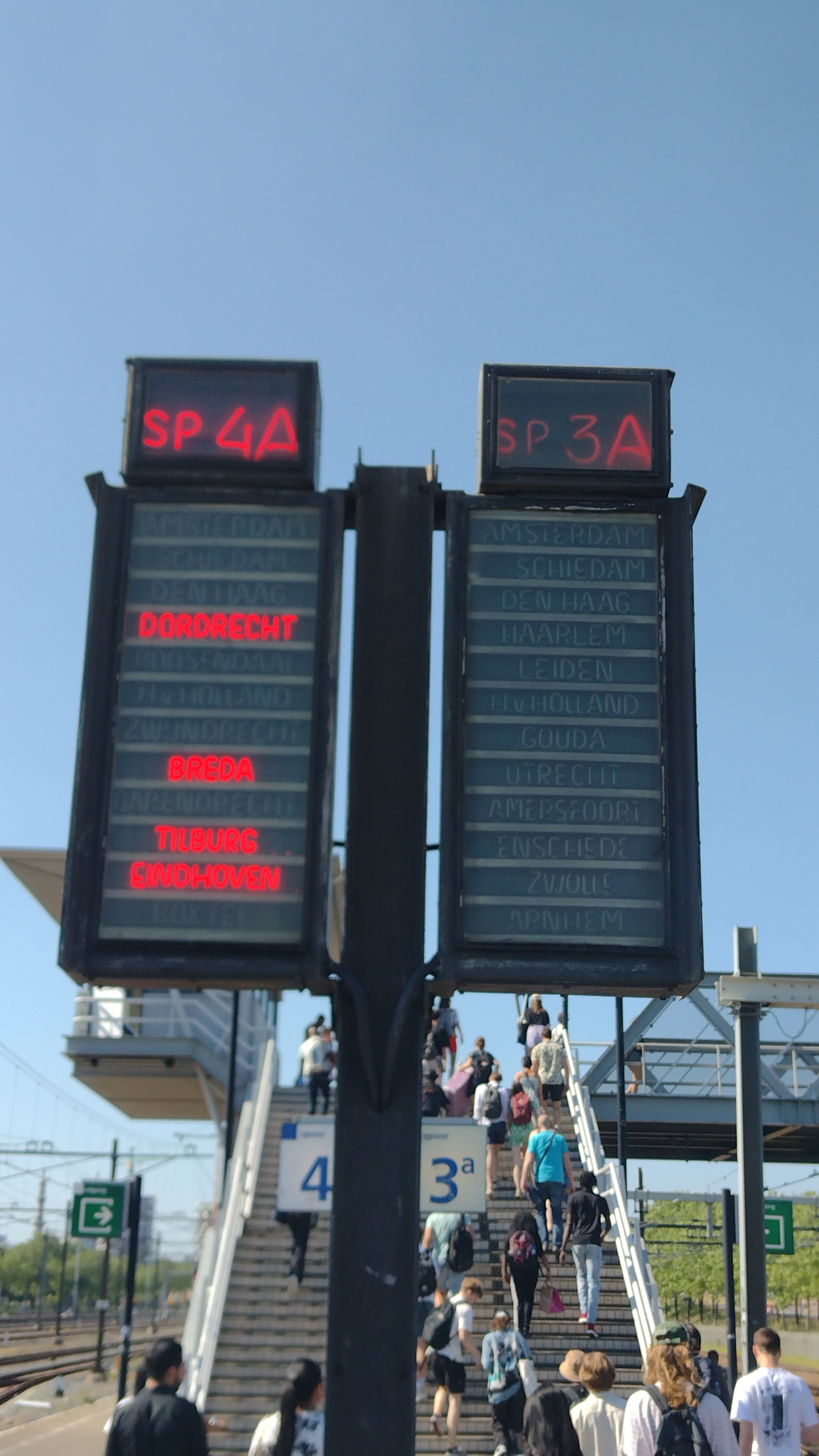
Oud vertrekbord op het station
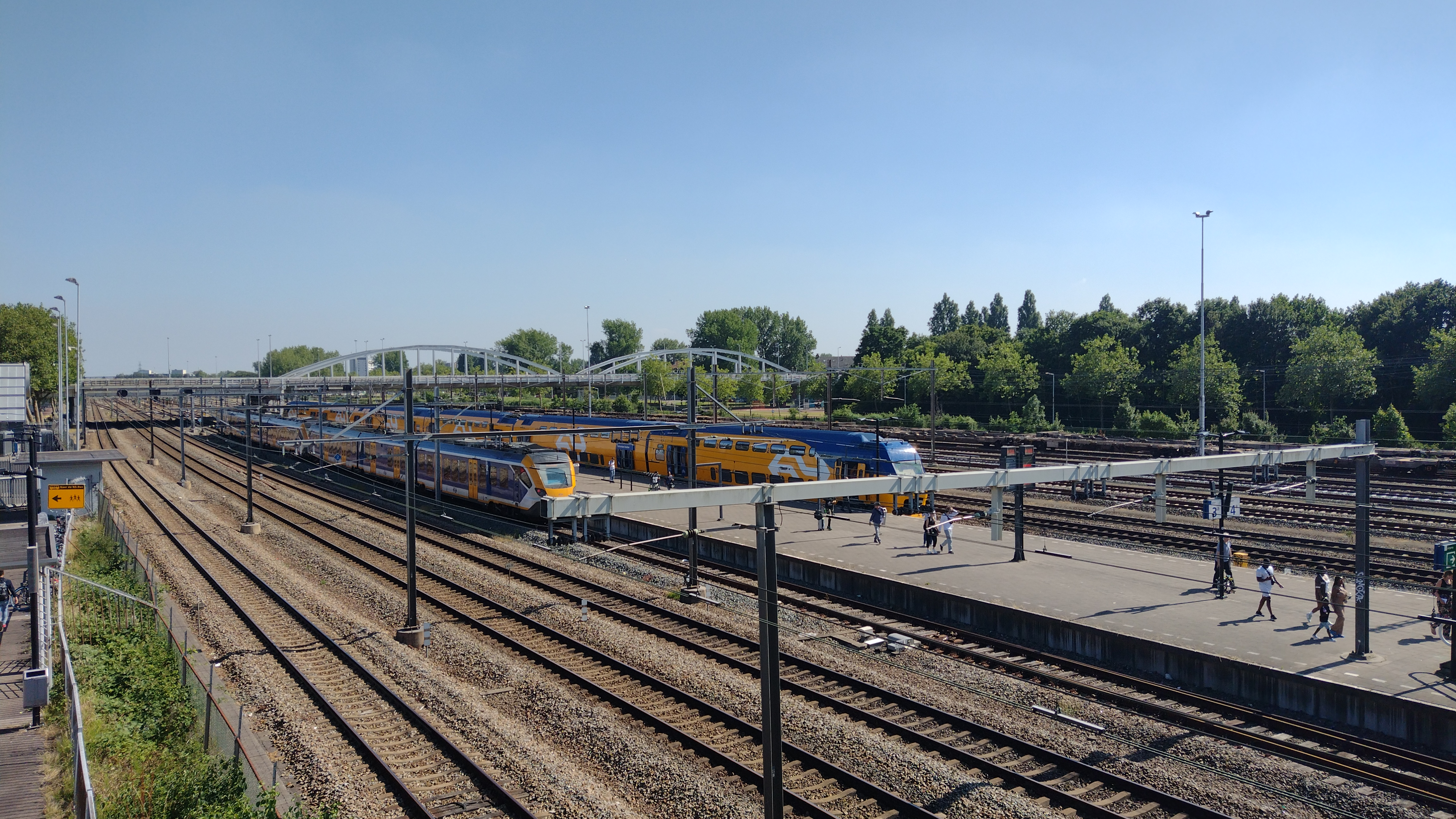
Treinen op het station tijdens spoorwerkzaamheden

0,0: Breda ·
4,8: Breda-Prinsenbeek ·
6,0: Beek ·
10,8: Langeweg ·
14,9: Lage Zwaluwe ·
18,2: Moerdijk SS (voorm. einde) ·
21,1: Willemsdorp ·
26,9: Dordrecht Zuid ·
29,5: Dordrecht ·
31,5: Zwijndrecht ·
39,1: Barendrecht ·
42,2: Rotterdam Lombardijen ·
43,8: IJsselmonde ·
44,0: Rotterdam Stadion ·
45,0: Mallegat ·
45,1: Rotterdam Zuid ·
46,2: Fijenoord ·
47,5: Rotterdam Blaak ·
49,1: Rotterdam Centraal
Alphen a/d Rijn ·
Arkel · 
Barendrecht · 
Bodegraven · 
Boskoop · 
-Snijdelwijk · 
Boven Hardinxveld · 
Capelle Schollevaar · 
De Vink · 
Delft · 
-Campus · 
Den Haag:
-Centraal · 
-HS ·
-Laan van NOI · 
-Mariahoeve · 
-Moerwijk · 
-Ypenburg · 
Dordrecht · 
-Stadspolders ·
-Zuid ·
Gorinchem · 
Gouda · 
-Goverwelle · 
Hardinxveld:
-Blauwe Zoom · 
-Giessendam · 
Hillegom · 
Lansingerland-Zoetermeer · 
Leiden:
-Centraal · 
-Lammenschans · 
Nieuwerkerk a/d IJssel · 
Rijswijk · 
Rotterdam:
-Alexander · 
-Blaak · 
-Centraal · 
-Lombardijen · 
-Noord · 
-Stadion · 
-Zuid · 
Sassenheim · 
Schiedam Centrum · 
Sliedrecht · 
-Baanhoek · 
Voorburg · 
Voorhout · 
Voorschoten ·
Waddinxveen · 
-Noord ·
-Triangel ·
Zoetermeer · 
-Oost · 
Zwijndrecht
Geplande stations:
Gorinchem Noord · Hazerswoude-Koudekerk · Schiedam Kethel
Voormalige stations: zie de lijst van voormalige spoorwegstations in Zuid-Holland